# Rhizotrogus makalicus
Rhizotrogus makalicus är en skalbaggsart som beskrevs av Escalera 1914. Rhizotrogus makalicus ingår i släktet Rhizotrogus och familjen Melolonthidae. Inga underarter finns listade i Catalogue of Life.